# Daniela Dinandt
Daniela Dinandt (* 8. Mai 1971 in Kaufbeuren als Daniela Worel) ist eine deutsche Hörfunk- und Fernsehmoderatorin.
Schon im Alter von 17 Jahren moderierte sie für eine lokale Radiostation (Radio Allgäu). Ihr Betriebswirtschaftslehre-Studium brach sie ab. Seit einem Volontariat arbeitet sie für den Bayerischen Rundfunk. Beschäftigt ist sie dort als Nachrichtensprecherin, Außenreporterin und Redakteurin. Beim Reisemagazin Voxtours begann sie am 12. März 2000 zu moderieren. Von 2004 bis 2006 moderierte sie das Fernsehmagazin Kino Kino. Seit März 2012 moderiert sie für das Bayerische Fernsehen das länderübergreifende Regionalmagazin Alpen-Donau-Adria.

## Sendungen
- Telekolleg BWL, IT-Kompaktkurs, BR3, BR-alpha
- Telekolleg Wirtschaftsmathematik, IT-Kompaktkurs, BR-alpha
- Bavaria, Mittagsmagazin des BR3, 1999
- Voxtours, Reisemagazin, VOX
- Kino Kino, BR3
- Morgennachrichten, Radio Allgäu
- Alpen-Donau-Adria.